# 마모레나무쌀쥐
마모레나무쌀쥐(Oecomys mamorae)는 비단털쥐과 나무쌀쥐속에 속하는 설치류이다. 볼리비아 대부분의 지역과 브라질 및 파라과이 인근 지역에 분포한다. 나무쌀쥐속 종들이 아르헨티나에서 기록되지만, 마모레나무쌀쥐가 서식하는 지 여부는 확실하지 않다. 해발 200m부터 2,100m까지 다양한 서식지에서 발견되고, 먹이는 열매와 녹색 식물 씨앗이다.